# ピアノ五重奏曲 (コルンゴルト)
ピアノ五重奏曲ホ長調 作品15は、エーリヒ・ヴォルフガング・コルンゴルトの作曲した唯一のピアノ五重奏曲。

## 概要
オペラ『死の都』の記録的な大成功に続いて書かれた作品群の一つで、1922年に完成された。初演は1923年2月16日にハンブルクにおいて、ベンドラー四重奏団（Bändler Quartet）と作曲者のピアノで行われ、成功を収めた。楽譜は翌年に出版され、友人の彫刻家グスティヌス・アンブロシに献呈された。
コルンゴルトに特徴的な緻密な書法や、彼本来の楽天的な気質が全体を支配している。また、ピアノの名手であった作曲者自身を想定したピアノパートはもちろん、弦楽器のパートも技巧的な書法が多く、奏者に多くのものを要求すると共に高い演奏効果を持つ。

## 楽曲構成
全3楽章からなり、演奏時間は約30分。
- 第1楽章 Mäßiges Zeitmaß, mit schwungvoll blühendem Ausdruck (中庸の速さで、躍動にあふれた表現で)
ホ長調、4/4拍子。ソナタ形式。コルンゴルトらしい伸びやかに上昇していく第一主題に始まる。対位法的な経過句を経て、歌謡的な第二主題がチェロに提示される。展開部は新たな素材も交えて複雑な表情を見せ、再現部においても込み入った転調や主題の展開は続く。第一主題を扱ったコーダで力強く終わる。

- 第2楽章 Adagio. Mit größter Ruhe, stets äußerst gebunden und ausdrucksvoll (非常に落ち着いて、この上ない抑制と豊かな表情で)
ニ長調、8/8拍子。Freie Variationen über die "Lieder des Abschieds", Op.14 (「別れの歌」作品14に基づく自由な変奏曲)と但し書きがある。同時期に書かれた歌曲"Mond, so gehst du wieder auf" (『月よ、かくしてお前は再び昇る』)作品14-3をもとにした瞑想的な主題が提示され、繊細な和声を伴って9つの様々な変容を重ねていく。

- 第3楽章 Finale. Gemessen beinahe pathetisch (堂々と、ほとんど重すぎるほどに) – Allegro giocoso
嬰ハ短調－ホ長調、3/4拍子。自由なロンドソナタ形式。この楽章の主要な動機はほぼこれまでの楽章と関連している。重々しい序奏に始まり、第1ヴァイオリンのカデンツァを経て、快活なロンド主題が提示される。主題やエピソードは再現される度に変奏や展開が施され、変化に富んだ楽想が続く。各主題が最後にクライマックスを築いた後、第1楽章の第一主題が現れきっぱりと終わる。